# India mottója

India címere

A "Satyameva Jayate" ( सत्यमेव जयते) (szanszkritül: "Csak az igazság győzedelmeskedik") India mottója. A nemzeti szimbólum talapzatára rá van írva dévanágari írással, ami a buddhista szobor, Asóka oroszlános csakrája. Ez Szárnáthban, Váránaszi közelében az észak-indiai Uttar Prades államban. A mottó eredete egy jól ismert 3.1.6 mantra részlete a Mundaka Upanisadnak. Teljes szövege a következő.

satyameva jayate naanritam
satyena pantha vitato devayanah
yenaa kramantyarishayo hyaaptakaamaa
yatra tat satyasya paramam nidhaanam

Jelentése:
- Csak az igazság győzedelmeskedik, nem az igazságtalanság
- az igazságtól pompás úton már jártak bölcsek,
- kik beváltották reményteket,
- hogy elnyerjétek a legfőbb győzedelmet.

Csehország és elődje, Csehszlovákia mottója is hasonló, "Pravda vítězí" ("Az igazság győzedelmeskedik").